# 比西莱皮埃尔蓬
比西莱皮埃尔蓬（法語：Bucy-lès-Pierrepont，法語發音：[bysi lɛ pjɛʁpɔ̃]，意为“皮埃尔蓬附近的比西”）是法国上法蘭西大區埃纳省的一个市镇，属于拉昂区。

## 地理
比西莱皮埃尔蓬（49°38'49"N, 3°54'9"E）面积14.46 平方千米，位于法国上法蘭西大區埃纳省，该省份为法国北部内陆省份，北起北部省，西接索姆省和瓦兹省，东临阿登省和马恩省，西南至塞纳-马恩省，东北部与比利时接壤
与比西莱皮埃尔蓬接壤的市镇（或旧市镇、城区）包括：邦库尔、希夫尔昂洛努瓦、克莱蒙莱费尔姆、埃布洛、古德朗库尔-莱皮埃尔蓬、马什库尔、圣普勒沃。

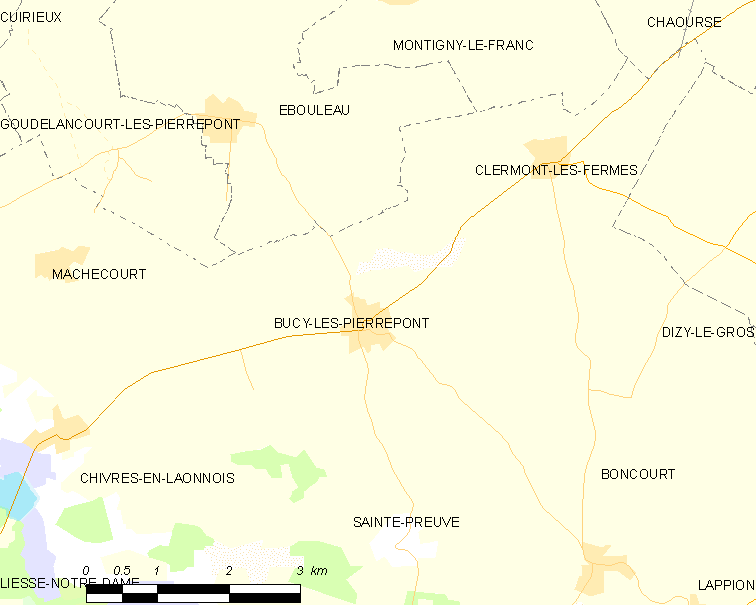
比西莱皮埃尔蓬的OSM定位图

比西莱皮埃尔蓬的时区为UTC+01:00、UTC+02:00（夏令时）。

## 行政
比西莱皮埃尔蓬的邮政编码为02350，INSEE市镇编码为02133。

## 政治
比西莱皮埃尔蓬所属的省级选区为埃纳河畔新城县。

## 人口

1962-2008年间比西莱皮埃尔蓬人口变化图示

比西莱皮埃尔蓬于2022年1月1日时的人口数量为406人。